# Macskanyelv
Ez a szócikk az édességről szól. A macska anatómiáját lásd itt.
A macskanyelv hosszúkás, két végén kidomborodó, a macska nyelvére emlékeztető alakú, 5–8 cm hosszú csokoládérúd. Készülhet fehér-, tej- vagy étcsokoládéból. Felhasználható közvetlen fogyasztásra vagy cukrászkészítmények díszítésére.
Megalkotója Gerbeaud Emil (1854–1919) svájci származású cukrász, terméke már 1892-től ismert volt Európában. Ma már számos országban, még Japánban is népszerű. Megjegyzendő, hogy egyes országokban (például Franciaországban vagy Angliában) a hasonló alakú teasüteményt is macskanyelvnek nevezik (amit Magyarországon babapiskótának hívnak), valószínűleg ez inspirálta Gerbeaud Emilt is a csokoládéváltozat megalkotására.